# Can Feliu (Sant Miquel de Fluvià)
Can Feliu és una obra de Sant Miquel de Fluvià (Alt Empordà) inclosa a l'Inventari del Patrimoni Arquitectònic de Catalunya.

## Descripció
Edifici cantoner situat al centre del poble, a pocs metres de l'església del poble. És un edifici de planta baixa i pis, amb coberta a dues vessants. Aquesta casa originàriament presentava tres crugies cobertes amb voltes grasses perpendiculars al carrer. La crugia del mig és més curta, deixant lloc a un pati en el que hi ha l'escala al costat d'un pou de carreus molt ben tallats. El pati s'obre a la crugia de tramuntana per un gran arc de pedres ben tallades. Posteriorment s'hi afegiren dues crugies més a migdia, una coberta amb volta grassa i l'altra amb cairats de fusta. Més tard també es va cobrir la meitat del pati amb un arc de maó.
Exteriorment veiem una construcció de grans blocs de pedra ben escairats amb porta d'entrada per arc de mig punt i grans dovelles, i amb una finestra allindada a la part superior.